# Caenotropus mestomorgmatos
Caenotropus mestomorgmatos es una especie de peces de la familia Chilodontidae en el orden de los Characiformes.

## Morfología
Los machos pueden llegar alcanzar los 16,3 cm de longitud total.

## Hábitat
Vive en zonas de clima tropical. 

## Distribución geográfica
Se encuentran en Sudamérica: río Orinoco y  cuenca del río Negro.